# 칭다오 하이뉴
칭다오 하이뉴(중국어 간체자: 青岛海牛, 정체자: 青島海牛, 병음: Qīngdǎo Zhōngnéng)은 중국 산둥성 칭다오시를 연고로 하는 축구 팀으로 현재 중국 슈퍼리그에서 활동 중이다.

## 역사
1990년 산둥성 경제 무역 위원회라는 이름으로 창단한 뒤 2003년까지 진행된 중국 축구 갑급 A리그에서의 최고 성적은 1998 시즌에 거둔 6위이며 갑급 B리그에서는 1994년에, 갑급 C리그에서는 1992년에 우승을 차지한 바가 있다.
그리고 2004년부터 시작된 중국 슈퍼리그에서는 2011 시즌 6위가 현재까지 칭다오 하이뉴가 거둔 역대 최고 성적이며 중국 FA컵에서는 2002년 우승, 중국 FA 슈퍼컵에서는 2002년 준우승을 차지한 적 있으며 중국 슈퍼리그컵에서는 2005년 8강에 오른 전적을 가지고 있다.
이후에는 거의 하부리그를 전전하다가 중국 을급리그 2021에서 우승하며 중국 갑급리그로 6년만에 승격한 뒤 중국 갑급리그 2022에서 준우승을 차지하며 2013 시즌 이후 10년만에 중국 슈퍼리그 승격을 이뤄냈다.
그 뒤 중국 슈퍼리그 2023에서는 비록 16팀 13위에 그쳤지만 2023 시즌 중국 FA컵에서는 2002 시즌 우승 이후 21년만에 4강에 오르는 성과를 거두었다.

## 기록
- 중국 슈퍼리그 : 6위 (2011)
- 중국 갑급리그 : 준우승 (2022)
- 중국 을급리그 : 우승 (2021)
- 중국 FA컵 : 우승 (2002)
- 중국 FA 슈퍼컵 : 준우승 (2002)
- 중국 축구 갑급 A리그 : 6위 (1998)
- 중국 축구 갑급 B리그 : 우승 (1994), 준우승 (1993)
- 중국 축구 갑급 C리그 : 우승 (1992), 3위 (1990, 1991)

## 선수 명단

### 현역
참고: FIFA 자격 규정에 따라 소속된 국가대표팀 국기를 표시합니다. 선수는 복수의 FIFA 비회원국 국적을 가지고 있을 수 있습니다.
| 번호 | 포지션 | 국적                  | 이름          |
| ---- | ------ | --------------------- | ------------- |
| 7    | MF     | 보스니아 헤르체고비나 | 엘비스 사리치 |
| 10   | FW     | 잠비아                | 에반스 캉와   |
| 11   | FW     |                       | 마틴 보아케   |
| 20   | MF     |                       | 디에고 로페스 |

| 번호 | 포지션 | 국적          | 이름   |
| ---- | ------ | ------------- | ------ |
| 25   | DF     | 중화 타이베이 | 왕젠밍 |

## 역대 감독
| 감독   | 임기        |
| ------ | ----------- |
| 이장수 | 2001 ~ 2003 |
| 장외룡 | 2011        |
| 장외룡 | 2012 ~ 2013 |